# Mankayane
Mankayane é uma cidade de Essuatíni localizada no distrito de Manzini.